# Giovanni Battista Naselli

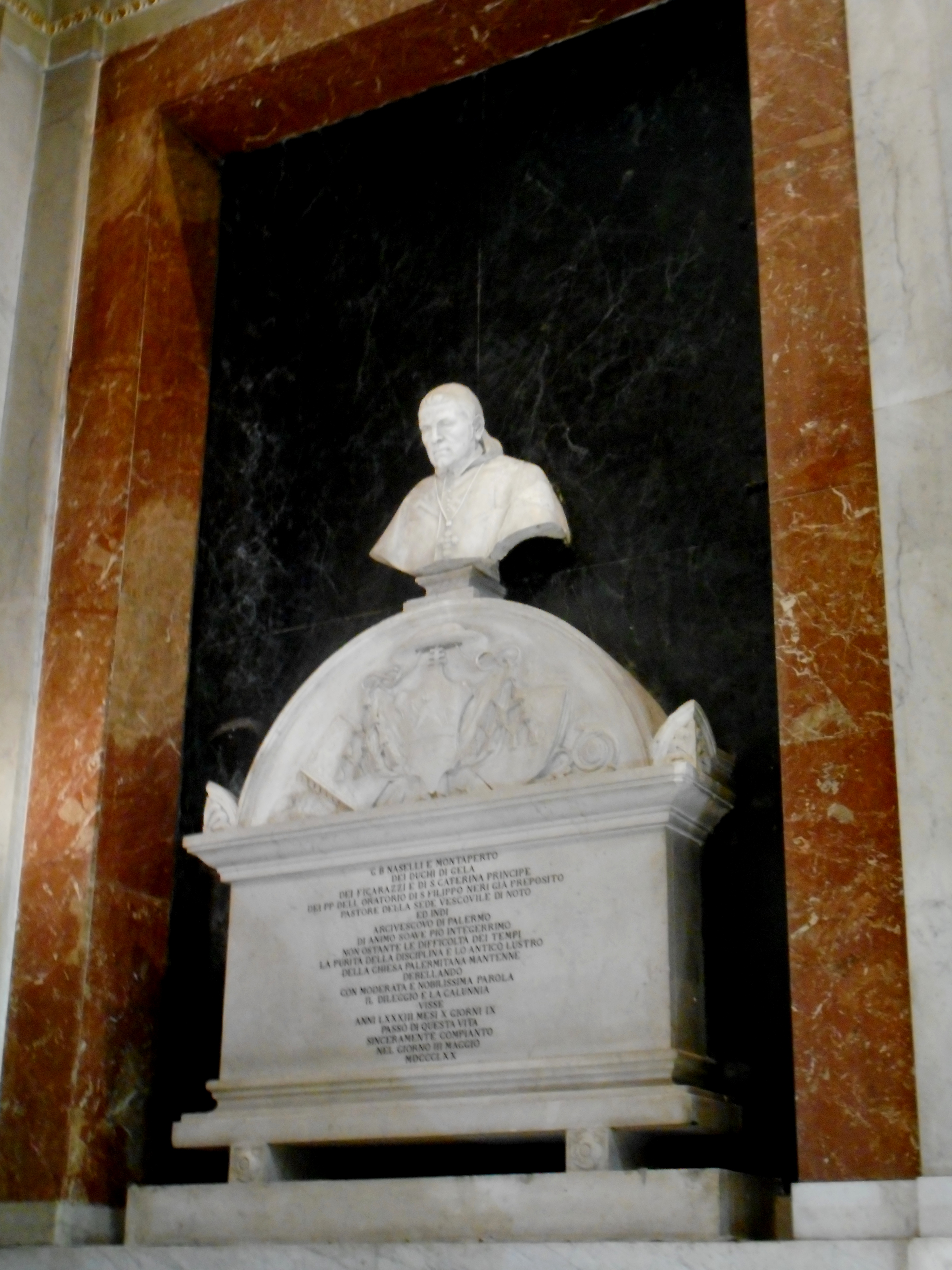
Tomba dell'Arcivescovo Naselli nella Cattedrale di Palermo

Giovanni Battista Naselli (Napoli, 25 giugno 1786 – Palermo, 3 maggio 1870) è stato un arcivescovo cattolico italiano.

## Biografia
È stato ordinato presbitero il 23 dicembre 1809 per la Confederazione dell'oratorio di San Filippo Neri.
Il 17 febbraio 1851 papa Pio IX lo ha nominato vescovo di Noto; ha ricevuto la consacrazione episcopale il successivo 21 aprile dal cardinale Antonio Francesco Orioli, prefetto della Congregazione dei vescovi e regolari, coconsacranti gli arcivescovi Antonio Benedetto Antonucci, nunzio apostolico nel Regno di Sardegna, e Antonio Ligi Bussi, titolare di Iconio.
Il 27 giugno 1853, lo stesso papa lo ha promosso arcivescovo metropolita di Palermo.
È morto a Palermo il 3 maggio 1870 dopo 17 anni di governo pastorale dell'arcidiocesi.

## Genealogia episcopale
La genealogia episcopale è:
- Cardinale Scipione Rebiba
- Cardinale Giulio Antonio Santori
- Cardinale Girolamo Bernerio, O.P.
- Arcivescovo Galeazzo Sanvitale
- Cardinale Ludovico Ludovisi
- Cardinale Luigi Caetani
- Cardinale Ulderico Carpegna
- Cardinale Paluzzo Paluzzi Altieri degli Albertoni
- Papa Benedetto XIII
- Papa Benedetto XIV
- Papa Clemente XIII
- Cardinale Marcantonio Colonna
- Cardinale Giacinto Sigismondo Gerdil, B
- Cardinale Giulio Maria della Somaglia
- Cardinale Giacinto Placido Zurla, O.S.B.Cam.
- Cardinale Antonio Francesco Orioli, O.F.M.Conv.
- Arcivescovo Giovanni Battista Naselli, C.O.